# Línguas songais
As Línguas songais, nos dialetos de Gao e Tombuctu, são um grupo de línguas intimamente relacionadas na extensão do Rio Níger onde atualmente fica o Mali e o Níger, tem desempenhado o papel de língua franca desde a época do Império Songai. Para os linguistas o principal motivo do interesse nas Línguas songais tem sido a dificuldade em determinar sua afiliação genética: Essas línguas são geralmente inclusas no grupo das línguas nilo-saarianas, de acordo com Joseph Greenberg, 1963, mas essa classificação ainda permanece controversa, e inúmeras alternativas a ela tem sido propostas.
O nome songai não é um termo historicamente étnico tampouco linguístico, mas o nome da casta governante do Império songai. Sob a influencia do uso do francês, os falantes dessa língua no Mali cada vez mais usam esse termo para designar a etnia; no entanto, outros grupos falantes do songai identificam a si mesmos utilizando outros termos étnicos como zarma, djerma ou isawaghen. No Mali, o dialeto de Gao (a leste de Tombuctu) tem sido oficialmente adotado como soŋoy padrão no ensino escolar.
Alguns poemas e cartas da era pré-colonial escritos em songai existem em Tombuctu (preservados no Centro para Pesquisa Documental e Histórica Ahmad Baba ) escritos em alfabeto árabe. No entanto atualmente o songai tem sido escrito em alfabeto latino.

## Divisões

Distribuição geográfica do Império Songai

Os pesquisadores classificam as Línguas songais em dois ramos principais, o meridional e o setentrional.
- O songai meridional é centrado no Rio Níger. Esse grupo tem sido provisoriamente classificado por alguns pesquisadores em oriental e ocidental. Heath 2005 descreve as inconsistências desse modelo e Nicolaï 1981cautelosamente propõe a classificação do grupo meridional em duas ou três divisões. A divisão ocidental é composta pelas línguas koyra chiini (KCh), ou "língua da cidade",[3] a língua local da eminente cidade de Tombuctu, e a língua djenné chiini. A divisão oriental abriga as línguas remanescentes ou dialetos zarma (Djerma), a variante do songai mais falada, com aproximadamente dois milhões de falantes (1998), esta língua é a maior no sudoeste do Niger (onde fica a desembocadura do rio), que inclui a capital Niamey. Mais ao sul encontra-se a língua dendi; fortemente influenciada pelo bariba. Ao norte da zona do zarma fala-se o kaado, na fronteira com o Mali. No Mali, a língua koyraboro senni ou koroboro senni (KS), "língua da cidade", conta com 400,000 de falantes,[4] é a língua da cidade de Gao, a sede do antigo Império Songai. A oeste fala se a língua koyra chiini que conta com aproximadamente 200,000 falantes.[4] A língua humburi senni, classificada por Nicolaï em 1981 como "songai meridional central", é falada no enclave de Hombori, ao sul da grande curva do Rio Niger River. Um outro dialeto do sudeste foi descoberto em 1998 em vilas situadas a120 km a oeste de Hombori: os falantes dessa língua a chamam de tondi songway kiini (TSK), "língua songai da montanha". Entre as Línguas songais malinesas, o TSK é a única língua do grupo que apresenta tons lexicais, e de várias formas parece ser a mais conservadora entre as Línguas songais..[5]
- O pequeno grupo das línguas setentrionais é composto por línguas fortemente influenciadas pelo berbere falado no Saara. As variedades nômades incluem o tihishit no Niger central próximo a Mazababou (com dois sub-dialetos, o tagdal e o tabarog) e o tadaksahak falado próximo a Menaka, noroeste de Gao.[6] As variedades sedentárias incluem o tasawaq no norte do Niger (com dois dialetos, ingelsi em In-Gall e o extinto emghedeshie de Agadez) e o korandje bem ao norte, 150 km a leste da fronteira Argélia-Marrocos em Tabelbala.  Variedades do tamaxeque são a maior influencia dessas Línguas songais, exceto o korandje, que aparenta ter sido mais influenciado pelas línguas beberes setentrionais. Com a influencia do berbere se estendendo não apenas no léxico, mas também na morfologia, essas línguas às vezes são vistas como línguas mistas. (cf. Alidou & Wolff 2001).

## Propostas para a afiliação genética do songai
Antes de Greenberg, a afiliação do songai era incerta. Westermann hesitou entre relacionar o grupo songai às línguas gur ou considera-lo isolado, Delafosse inseriu as Línguas songais dentro do grupo mandê. Atualmente, o songai é normalmente visto como uma língua nilo-saariana, seguindo a reclassificação de Joseph Greenberg em 1963 das línguas africanas; o argumento de Greenberg é baseado em aproximadamente 70 cognatos, incluindo pronomes. Essa teoria foi desenvolvida principalmente por Lionel Bender e Christopher Ehret; Bender vê o songai como uma família independente da família nilo-saariana. Ehret (baseado em 565 cognatos) a classifica como membro do ramo saheliano ocidental, junto às línguas maban do oeste do Sudão e leste do Chade.
No entanto, esse ponto de vista é controverso. Os argumentos de Greenberg têm sido alvo de duras críticas por Lacroix (1969, pp. 91–92), que validou apenas 30 dos cognatos reivindicados por Greenberg, e além disso questionou o fato de as comparações terem sido feitas principalmente entre o zarma e as línguas nilo-saarianas vizinhas, assim os cognatos poderiam ser apenas empréstimos. Certas similaridades entre as Línguas songais e as mande têm sido observadas desde Westermann, Mukarovsky (1966), Creissels (1981), e Nicolaï (1977, 1984) que investigaram a possível ligação com o grupo mandê; Creissels encontrou 50 similaridades, incluindo muitas partes do corpo e sufixos morfológicos (como o causativo -endi), ao passo que Nicolaï encontrou 450 palavras similares bem como alguns traços tipológicos. Porém Nicolaï eventualmente chegou a conclusão que essa abordagem não era adequada, e em 1990 propôs uma nova hipótese: que o songai é um crioulo baseado no berbere, reestruturado sob influência mandê. A favor dessa teoria há 412 possíveis similaridades, indo desde toda forma de vocabulário básico (tasa "casa") a óbvios empréstimos (anzad "violino", alkaadi "qadi".)  Outros, como Gerrit Dimmendaal, não estão convencidos disso, e Nicolaï (2003) parece considerar a afiliação do songai ainda em aberto, enquanto argumenta contra as propostas de Ehret e Bender baseadas na etimologia.
Greenberg argumenta que as similaridades morfológicas com as línguas nilo-saarianas incluem os pronomes Eu (ex. zagaua ai), você ni (ex. canúri nyi), nós yer (ex. canúri -ye), vocês wor (ex. canúri -wi), afixos relativos e adjetivos -ma (ex canúri -ma) e -ko (ex. maba -ko),  o sufixo plural -an (?), um hipotético sufixo plural -r (ex. teso -r) que ele alega serem similares aos pronomes yer e wor, intransitivo/passivo -a (ex. teso -o).  Apenas uma pequena seleção dos supostos cognatos do songai são dados a seguir.
A mais notável similaridade com as línguas mandê listada por Creissels são os pronomes da terceira pessoa a sg. (pan-mandê a), i pl. (pan-mandê i or e), os demonstrativos wo "esse" (mandinga o, wo) e no "há" (soninke no, outros  mandê na), o negativo na (encontrados em dialetos mandinga) e o perfeito negativo mana (cf. mandinga má, máŋ), o subjuntivo ma (mandinga máa), o par ti (bisa ti, mandinga de/le), o conectivo verbal ka (mandinga kà), os sufixos -ri (resultativo - cf. mandinka -ri, bambara -li substantivo), -ncè (etnonímia, cf. soninke -nke, mandinka -nka), -anta (ordinal, cf. soninke -ndi, mandinka -njaŋ...), -anta (particípio, cf. soninke -nte), -endi (causativo, cf. soninke, mandinka -ndi), e a pósposição ra "in" (cf. mandinga lá, soso ra...)
Exemplo
| Palavra | Tradução           |  |
| ------- | ------------------ |  |
| terra   | laabu              |  |
| cel     | beenaa             |  |
| água    | hari               |  |
| chuva   | isa                |  |
| fogo    | nuune ou danji     |  |
| vila    | koara ou koyra     |  |
| homem   | aru/ aru-boro      |  |
| mulher  | wey/ wey-boro      |  |
| comer   | ɲaa                |  |
| beber   | haŋ                |  |
| grande  | beeri              |  |
| pequeno | kayna / kacca(Gao) |  |
| noite   | ciini              |  |
| dia     | han ou zaari       |  |

### Leitura
- Bender, M. Lionel. 1996. The Nilo-Saharan Languages: A Comparative Essay.  München: LINCOM-Europa. 253 pp
- D. Creissels. 1981. "De la possibilité de rapprochements entre le songhay et les langues Niger-Congo (en particulier Mandé)."  In Th. Schadeberg, M. L. Bender, eds., Nilo-Saharan : Proceedings Of The First Nilo-Saharan Linguistics Colloquium, Leiden, September 8-10, pp. 185–199. Foris Publications.
- Ehret Christopher. 2001. A Historical-Comparative Reconstruction of Nilo-Saharan.  SUGIA - Supplement 12. Köln: Köppe. 663 pp
- Joseph Greenberg, 1963. The Languages of Africa (International Journal of American Linguistics 29.1). Bloomington, IN: Indiana University Press.
- Lacroix, Pierre-Francis. 1971. "L'ensemble songhay-jerma: problèmes et thèmes de travail".  In Acte du 8ème Congrès de la SLAO (Société Linguistique de l’Afrique Occidentale), Série H, Fasicule hors série, 87–100. Abidjan: Annales de l’Université d’Abidjan.
- Mukarovsky, H. G. 1966. "Zur Stellung der Mandesprachen".  Anthropos, 61:679-88.
- Nicolaï, Robert. 1977.  "Sur l'appartenance du songhay".  Annales de la faculté des lettres de Nice, 28:129-145.
- Nicolaï, Robert. 1984. Préliminaires à une étude sur l'origine du songhay: matériaux, problématique et hypothèses, Berlin: D. Reimer. Series: Marburger Studien zur Afrika- und Asienkunde. Serie A, Afrika; 37. 163 pp
- Nicolaï, Robert. 1990. Parentés linguistiques (à propos du songhay). Paris: CNRS. 209 pp
- Robert Nicolaï. 2003. La force des choses ou l'épreuve 'nilo-saharienne': questions sur les reconstructions archéologiques et l'évolution des langues. SUGIA - Supplement 13. Köln: Köppe. 577 pp